# Bornella anguilla
Espèce
Bornella anguilla est une espèce de gastéropode marin de la famille des Bornellidae.
Il est présent dans les eaux tropicales de la zone Indo/OuestPacifique. Sa taille maximale est de 8 cm.

## Étymologie
Son nom spécifique, anguilla, fait référence à la nage particulière de ce gastéropode qui fait penser à celle d'une anguille ou d'une blennie et qui semble unique pour un nudibranche.

## Publication originale
- Johnson, 1984 : A New Indo-West Pacific Species of the Dendronotacean Nudibranch Bornella (Mollusca: Opisthobranchia) with Anguilliform Swimming Behavior. Micronesica, vol. 19, p. 17-26 (texte intégral) (en).